# Исмаилов, Махмуд Исмаилович (государственный деятель)
Махмуд Исмаилович Исмаилов — советский хозяйственный, государственный и политический деятель.

## Биография
Родился в 1910 году в Ходженте. Член КПСС.
С 1929 года — на хозяйственной, общественной и политической работе. В 1929—1946 гг. — управляющий делами Ленинабадского горкома комсомола, ответственный секретарь Ленинабадского горисполкома, контролер Народного Комиссариата государственного контроля Таджикской ССР, участник Великой Отечественной войны, работник органов Военной прокуратуры Туркестанского военного округа, Председатель Верховного Суда Таджикской ССР, председатель юридической комиссии при Совете Министров Таджикской ССР.
Избирался депутатом Верховного Совета Таджикской ССР 3-7-го созывов.
Умер в Душанбе в 1990 году.